# Globalmente hiperbólico
El término globalmente hiperbólico se refiere a una propiedad matemática relacionada con la estructura causal de la variedad diferenciable que representa el espacio-tiempo. En un espacio-tiempo globalmente hiperbólico o una región globalmente hiperbólica del espacio-tiempo, es posible predecir cualquier evento futuro si se conocen una serie de datos iniciales sobre una cierta hipersuperficie tridimensional, llamada hipersuperficie de Cauchy.

## Definición
Un espacio-tiempo, o más generalmente un conjunto abierto U del mismo, es globalmente hiperbólico si se cumplen las dos condiciones siguientes:
1. Para cada par de puntos {\displaystyle p,q\in U}, el conjunto {\displaystyle J^{-}(p)\cap J^{+}(q)} es compacto y subconjunto de {\displaystyle U} [aquí {\displaystyle J^{\pm }(S)} denota el futuro (pasado) causal de una región {\displaystyle S} del espacio-tiempo].
2. Se cumplen la condición de causalidad sobre {\displaystyle U}, es decir, no puede encontrarse ninguna curva espacio-temporal cerrada que pase por la región (en las referencias clásicas se impone una condición más restrictiva, llamada "causalidad fuerte" y que intuitivamente significa que no existen curvas causales "casi cerradas"; pero se ha demostrado recientemente que basta con "causalidad").

Esencialmente esas condiciones implican que cualquier cosa que suceda en ese espacio-tiempo o región del mismo está determinada por las ecuaciones de campo de Einstein y por un conjunto de datos medibles sobre una cierta hipersuperficie, llamada hipersuperficie de Cauchy.

### Teorema de hiperbolicidad global
Si un espacio-tiempo o una región son globalmente hiperbólicos entonces existe una familia de hipersuperficies de Cauchy que constituyen una foliación de ese espacio-tiempo o región (es decir, la región o espacio-tiempo pueden ser divididos en una infinidad de hipersuperficies de Cauchy "apiladas" unas sobre las otras).

### Definición alternativa
El teorema anterior ha llevado a algunos autores a definir un espacio-tiempo o región del mismo como globalmente hiperbólico de una manera alternativa. Se dice que un espacio-tiempo o una región del mismo es globalmente hiperbólico si existe dentro de él una hipersuperficie de Cauchy.